# Bouenza
Bouenza – jeden z departamentów Konga, położony w południowej części państwa. Stolicą departamentu jest miasto Madingou.
Departament ten zamieszkiwało w 2007 roku 309 973 osób. Jego powierzchnia wynosi 12 265,4 km².
Bouenza jest podzielona na 11 dystryktów:
- Boko-songho
- Kayes
- Kingoué
- Loudima
- Mabombo
- Madingou
- Mfouati
- Mouyondzi
- Nkayi
- Tsiaki
- Yamba